# CiaoWeb
CiaoWeb era un portale web italiano, fondato nel 1999 dai gruppi Fiat e IFIL con un investimento di 200 miliardi di lire attraverso la Ciaoholding. Il progetto di realizzazione iniziale fu assegnato da Fiat a un gruppo di imprese di consulenza guidate da Ernst&Young Consulting Italia, sotto la responsabilità di Alessandro Gadotti, all'epoca Partner in Ernst&Young; Paolo Ceretti di IFIL prese la responsabilità come amministratore delegato, mentre Maurizio Olivotto di Fiat assunse la carica di chief technology officer.
Il progetto originario prevedeva la realizzazione di un portale di servizi editoriali e di e-commerce in grado di sfruttare le sinergie con le diverse aziende dei gruppi Fiat e IFIL, tra cui La Stampa, Alpitour e Ferrari; nella stagione 2000-2001 il portale divenne sponsor tecnico della Juventus, altra società legata all'universo Fiat. Nel novembre 2000 fu nominato responsabile dei contenuti il giornalista Massimo Donelli, già direttore di Panorama, mentre direzione commerciale e marketing vennero affidati al manager Giacomo Ovidi. 
Colpito duramente dalla crisi della new economy, il portale fu ceduto nel 2001 al gruppo Hachette-Rusconi Interactif  (appartenente alla società Hachette Filipacchi Médias, poi ceduta a Hearst).